# 1943 en science
| Années de la science : 1940 - 1941 - 1942 - 1943 - 1944 - 1945 - 1946    |
| Décennies de la science : 1910 - 1920 - 1930 - 1940 - 1950 - 1960 - 1970 |

Cet article présente les faits marquants de l'année 1943 en science.

## Événements

### Sciences physiques
- 11 février : l'URSS ouvre son premier centre de recherche nucléaire, le « Laboratoire n°2 dirigé par le physicien Igor Kourtchatov[1].
- Janvier : Jacques-Yves Cousteau fait la première plongée en scaphandre autonome dans la Marne[2].

Le Paricutín en 1943.

- 20 février : un nouveau volcan, le Paricutín, apparait brusquement dans un champ de maïs de la Sierra de Uruapan, dans l’État de Michoacán au Mexique. Son erruption cesse le 4 mars 1952[3].
- 1er juillet, Japon : un rapport écrit par une quarantaine de chercheurs du ministère de la Population et de la Santé intitulé « Enquête de politique mondiale avec la race Yamato comme noyau » (1942-1943) est achevé[4]. Il vise à légitimer la colonisation d’une bonne partie de l’Asie et du Pacifique par le Japon.
- Juillet : le psychologue américain Abraham Maslow présente sa théorie de la hiérarchie des besoins humains dans un article publié dans la Psychological Review, A theory of human motivation[5].

- 6 août : dans un article[6] envoyé au Zeitschrift für Astrophysik, le physicien allemand Weizsäcker publie sa théorie de la formation des planètes. Il fait lhypothèse de l'accrétion pour expliquer la formation du système solaire à partir de la contraction d'un nuage de gaz et de poussières en rotation[7].
- 19 août : signature entre Churchill et Roosevelt de l'accord de Québec pour intégrer le programme nucléaire britannique Tube Alloys dans les équipes américaines du Projet Manhattan pour la conception de la bombe atomique[8].

### Sciences de la vie
- Février : le médecin Willem Johan Kolff pratique la première hémodialyse aux Pays-Bas. Après une série d'échec, il arrive à maintenir une femme en vie, son 17e patient dialysé, le 3 septembre 1945[9].
- 16 avril : le chercheur suisse Albert Hofmann expérimente accidentellement les effets psychotropes du LSD (Acide lysergique diéthylamide) qu'il a synthétisé en 1938[10].

- 21 juillet : inspecteur des forêts chinois Zhan Wang découvre des spécimens   d'un arbre inconnu à Modaoxi dans district de Lichuan, en Chine, plus tard identifié comme Metasequoia glyptostroboides, auparavant connu uniquement comme un fossile du Mésozoïque[11].

- 8 octobre : dans  « psychopathie autistique » de l'enfance, le psychiatre autrichien Hans Asperger décrit le syndrome d'Asperger [12].

Streptomycine

- 19 octobre : les microbiologistes américains Albert Schatz et Selman Waksman découvrent la streptomycine[13].

- 20 novembre : dans un article publié dans Genetics, Max Delbrück et Salvador Luria démontrent par une expérience que la résistance bactérienne des virus est causé par des mutations aléatoires et non par un changement d'adaptation[14].

- Georgios Papanicolaou et Herbert Frederik Traut publient The Diagnosis of Uterine Cancer by the Vaginal Smear, monographie dans laquelle il décrivent la coloration de Papanicolaou, un test de dépistage du cancer du col utérin[15].
- Le psychiatre Leo Kanner définit à Baltimore (aux États-Unis) le « trouble autistique du contact affectif[16] ».

### Technologie

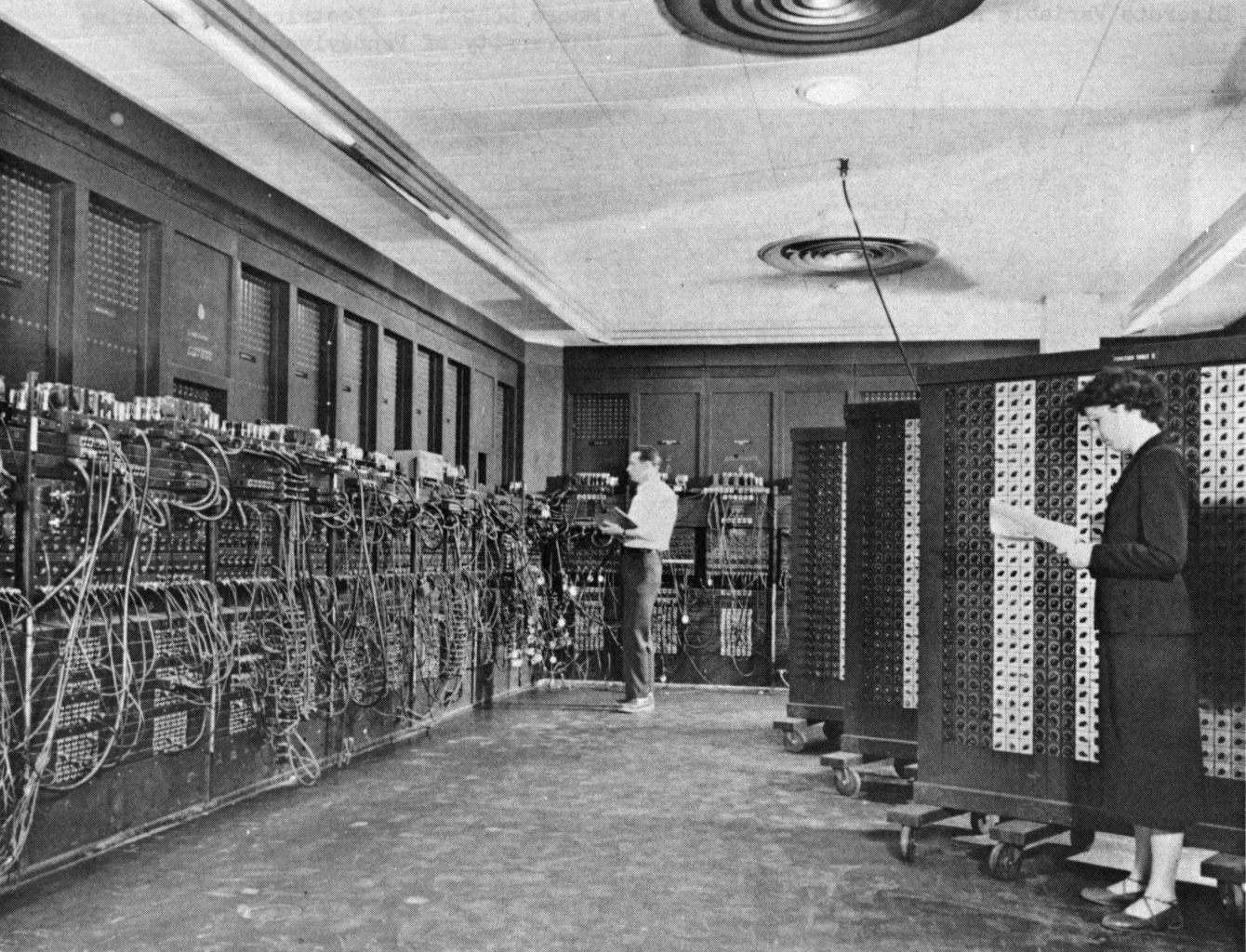
L'ENIAC

- 1er janvier : mise en service à New York de Mark I, ordinateur électromécanique conçu par Howard Aiken, capable d’effectuer des calculs astronomiques très rapides[17].
- 31 mai : début de la construction de l’ENIAC, premier ordinateur électronique digital, par John Grist Brainerd (en), John Eckert, John William Mauchly et leur équipe à la Moore School of Electrical Engineering (en), en Pennsylvanie. Il est achevé en octobre 1945[18].

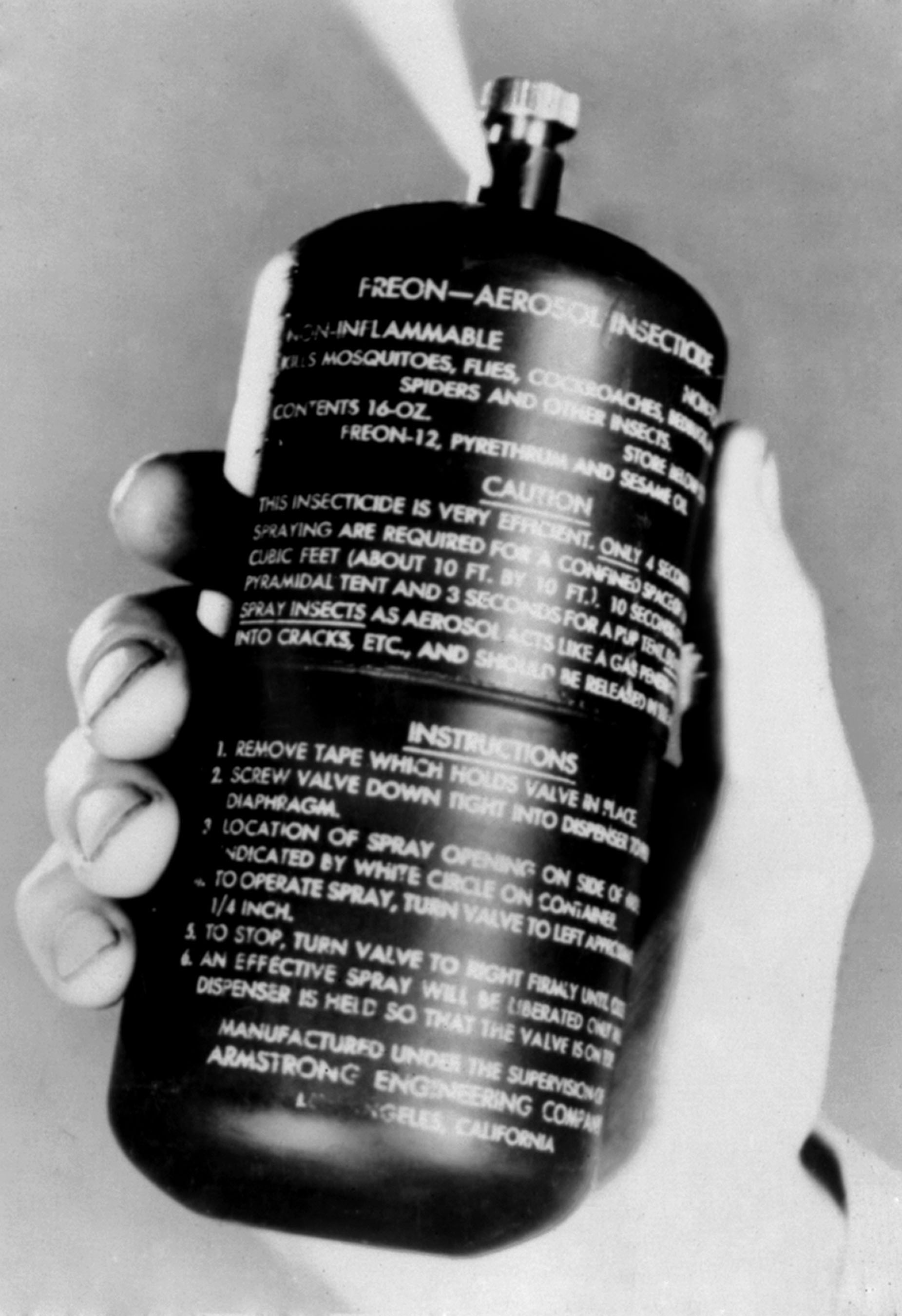
bombe aérosol, 1943

- 8 juin : le inventeurs américains Lyle Goodhue (en) et William Sullivan obtiennent un brevet pour leur invention de la bombe aérosol[19].
- 17 juin : le journaliste hongrois László Bíró réfugié en Argentine dépose un brevet aux États-Unis pour le stylo à bille[20].

- 8 décembre : premier test à Dollis Hill du premier ordinateur électronique opérationnel, Colossus, conçu par Alan Turing et Gordon Welchman. Transporté à Bletchley Park le 18 janvier 1944 il est mis en service le 5 février et permet de déchiffrer les messages codés des Allemands (voir Enigma)[21].

## Publications
- David Lack : The Life of the Robin.

## Prix
- Prix Nobel
  - Physique : Otto Stern

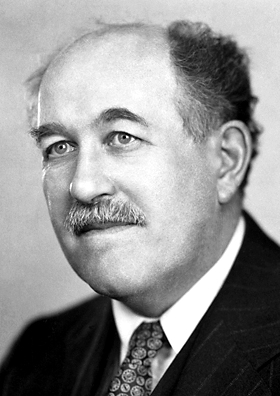
Otto Stern

  - Chimie : George de Hevesy (hongrois)
  - Physiologie ou médecine : Henrik Carl Peter Dam (Danois), Edward Adelbert Doisy (Américain)

- Médailles de la Royal Society
  - Médaille Copley : Joseph Barcroft
  - Médaille Davy : Ian Morris Heilbron (en)
  - Médaille Hughes : Marcus Oliphant
  - Médaille royale : Edward Battersby Bailey, Harold Spencer Jones
  - Médaille Sylvester : John Edensor Littlewood

- Médailles de la Geological Society of London
  - Médaille Lyell : Darashaw Nosherwan Wadia (en)
  - Médaille Murchison : Alfred Brammall
  - Médaille Wollaston : Alexandre Ievguenievitch Fersman

- Prix Jules-Janssen (astronomie) : non décerné
- Médaille Linnéenne : non attribuée

## Naissances

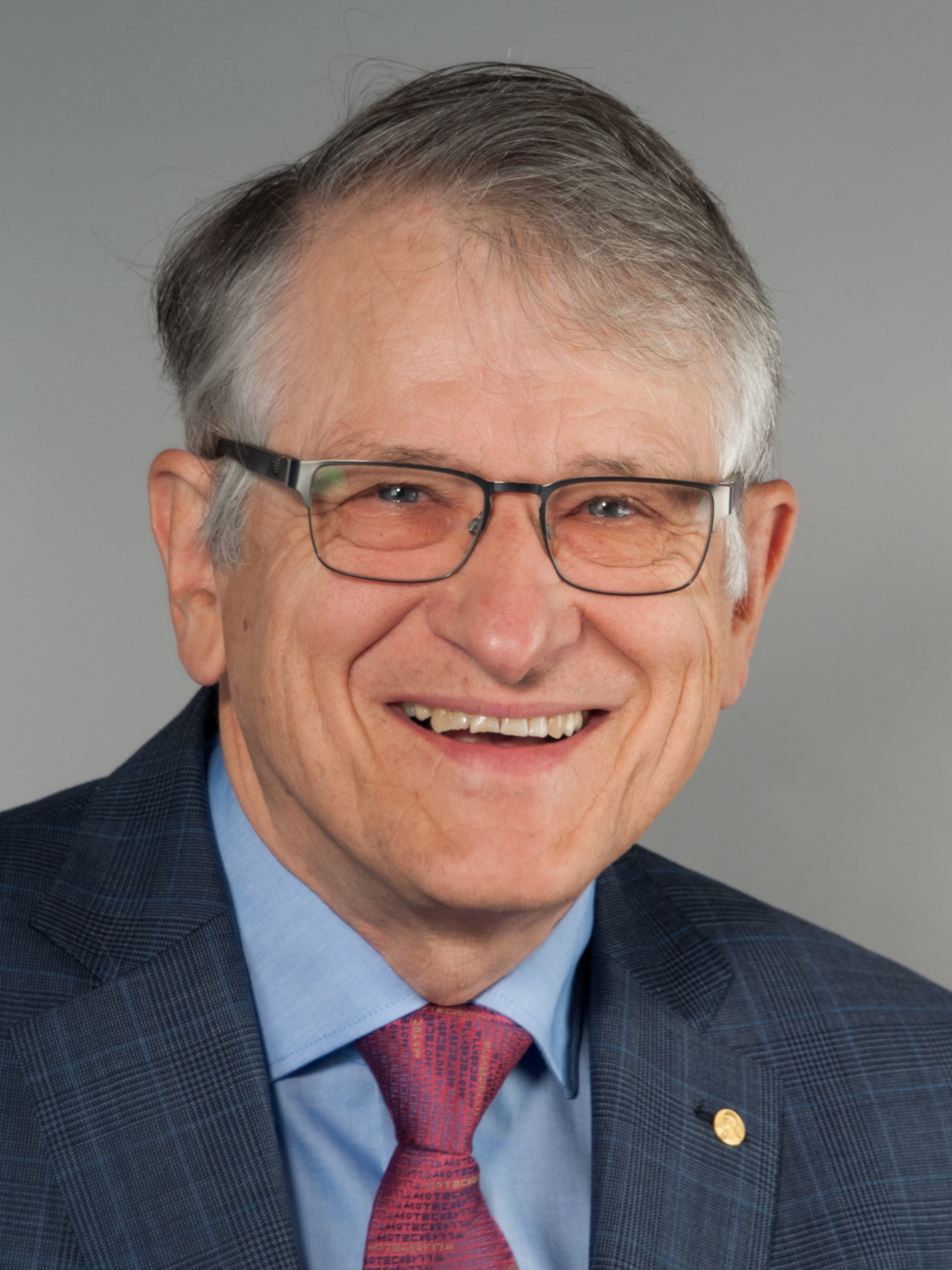
Klaus von Klitzing

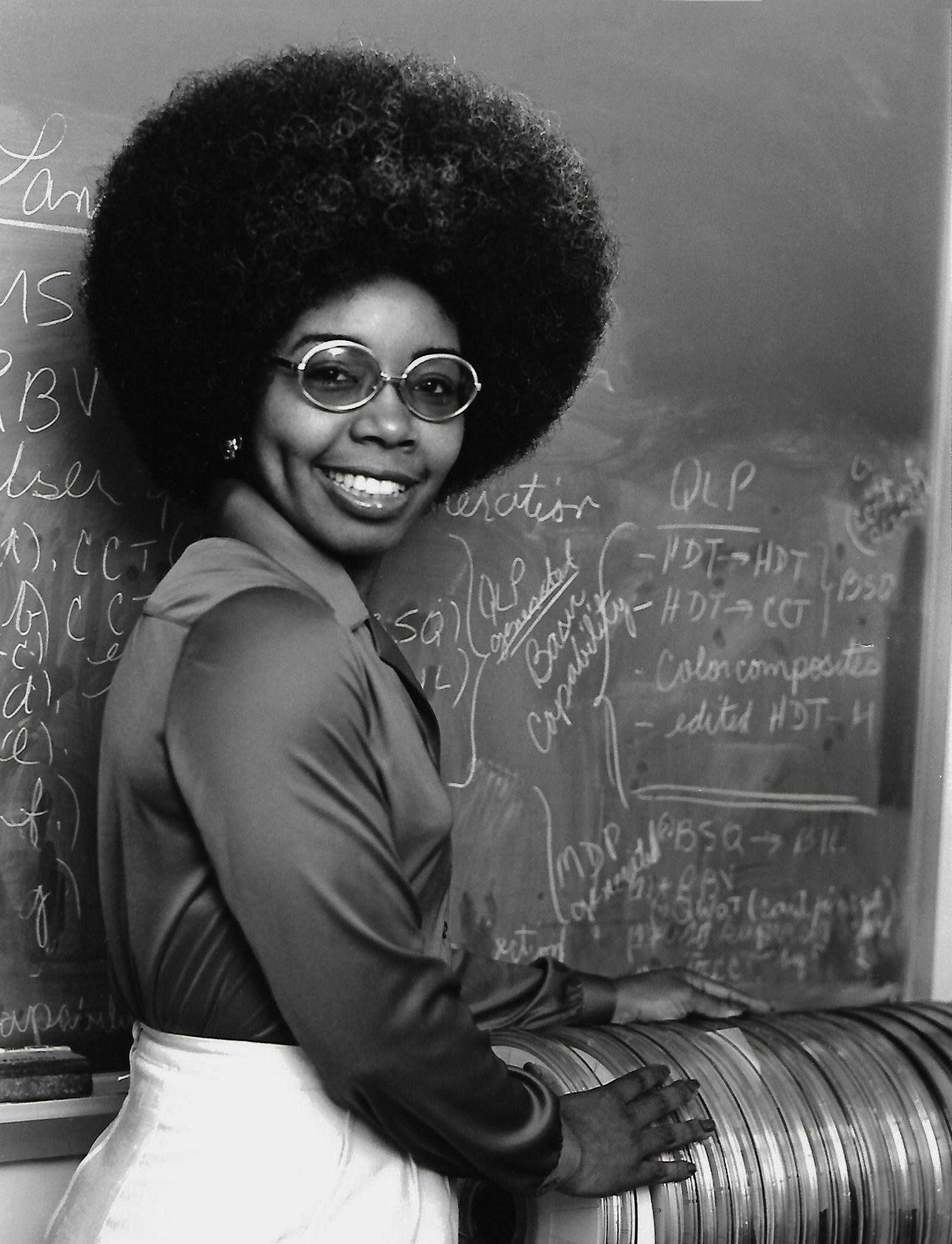
Valerie Thomas

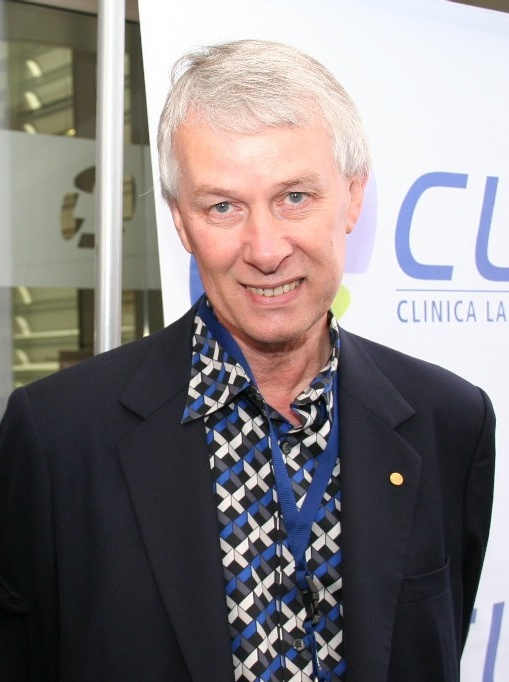
Richard Roberts

- 3 janvier : Robert Chinnock, botaniste australien.
- 5 janvier : Andrés Contreras, ingénieur agronome et botaniste chilien.
- 8 janvier : William Ruddiman, paléoclimatologue américain.
- 15 janvier : Lioudmila Khrouchkova, historienne et archéologue russe.
- 17 janvier : Daniel C. Brandenstein, astronaute américain.

- 1er février : Sakuji Yoshimura, égyptologue japonais.
- 4 février : Ken Thompson, informaticien américain.
- 8 février :
  - Bernard Dupaigne, ethnologue français.
  - Valerie Thomas, mathématicienne, physicienne et informaticienne américaine.
- 11 février : François Laplantine, ethnologue et anthropologue français.
- 14 février : Shannon Lucid, astronaute américaine.
- 19 février :
  - Tim Hunt, biochimiste anglais, prix Nobel de physiologie ou médecine en 2001.
  - Robert Trivers, biologiste américain.
- 20 février : Aleksandr Pavlovitch Aleksandrov, cosmonaute soviétique.
- 24 février : Catherine Cesarsky, astrophysicienne française.
- 26 février : Charles P. Thacker, informaticien américain.

- 1er mars :
  - Gil Amelio, chef d'entreprise américain, dirigeant d'Apple de 1996 à 1997.
  - Rashid Sunyaev, physicien et cosmologiste Ouzbèque.
- 8 mars : Valerio Massimo Manfredi, écrivain, historien et archéologue italien.
- 9 mars :
  - Jef Raskin (mort en 2005), informaticien américain.
  - R. Brent Tully, astrophysicien américain.
- 19 mars : Mario J. Molina, chimiste mexicain, prix Nobel de chimie en 1995.

- 6 avril : Bill Gosper, mathématicien et informaticien américain.
- 7 avril : Charles H. Bennett, physicien et cryptologue américain.
- 14 avril : Jean-Claude Rameau (mort en 2005), botaniste français.
- 15 avril : David Shannon Morse (mort en 2007), entrepreneur américain, cofondateur de Amiga Corporation.
- 16 avril : Bernard Marti, ingénieur français dans le domaine de l'audiovisuel et des télécommunications.
- 24 avril : John O. Creighton, astronaute américain.
- 26 avril : Bill Gosper, mathématicien et informaticien américain.
- 12 mai : Antoine Labeyrie, astronome français.
- 6 juin : Richard Smalley (mort en 2005), chimiste américain, prix Nobel de chimie en 1996. Il a découvert les fullerènes.
- 23 juin : Vint Cerf, informaticien américain.
- 25 juin : Jean-Pierre Swings (mort en 2023), astronome belge.
- 27 juin : Lynne Billard, statisticienne australienne-américaine.
- 28 juin :
  - Donald Johanson, archéologue, paléontologue et paléoanthropologue américain.
  - Klaus von Klitzing, physicien allemand, prix Nobel de physique en 1985.

- 1er juillet : Jay Pasachoff (mort en 2022), astronome américain.
- 3 juillet : Norman E. Thagard, astronaute américain.
- 9 juillet : John H. Casper, astronaute américain.
- 11 juillet : Howard Gardner, psychologue américain, père de la théorie des intelligences multiples.
- 15 juillet : Jocelyn Bell, astrophysicienne britannique.
- 19 juillet : Roy D. Bridges, astronaute américain.
- 4 août : Michael J. McCulley, astronaute américain.
- 5 août : Jean-Jacques de Granville (mort en 2022), botaniste français.
- 6 août : Jon Postel (mort en 1998), informaticien américain.
- 10 août : Peter Bellwood, professeur d'archéologie australien.
- 11 août : Frederick Schram, paléontologue et carcinologiste américain.
- 14 août :
  - Jon A. McBride, astronaute américain.
  - Imre Simon (mort en 2009), informaticien brésilien.
- 19 août : Richard Zuber, linguiste et logicien français.
- 23 août : Stanley Pons, scientifique américain.
- 25 août :
  - Niles Eldredge, paléontologue américain, coauteur de la théorie des équilibres ponctués.
  - Peter Molnar (mort en 2022), géophysicien et géomorphologue américain.
- 6 septembre : Richard Roberts, biochimiste britannique, prix Nobel de physiologie ou médecine en 1993.
- 17 septembre : Samuel T. Durrance, astronaute américain.
- 30 septembre : Johann Deisenhofer, biochimiste allemand, prix Nobel de chimie en 1988.

- 5 octobre : Günther Dreyer (mort en 2008), égyptologue allemand.
- 6 octobre : Gilles Clément, jardinier, paysagiste, botaniste, entomologiste et écrivain français.
- 21 octobre : Rob Blokzijl, informaticien néerlandais.

- 2 novembre : Oldřich Pelčák (mort en 2023), cosmonaute et ingénieur tchécoslovaque puis tchèque.
- 3 novembre : René Frydman, obstétricien français.
- 4 novembre : Leif Erland Andersson (mort en 1979), astronome suédois.
- 14 novembre : Peter Norton, programmeur et un éditeur de logiciels américain.
- 19 novembre : Jean-René Roy, astronome québécois.
- 30 novembre : Kaoru Ikeya, astronome japonais.

- 1er décembre :
  - Yehezkel Ben-Ari, neurobiologiste.
  - Nicholas Negroponte, informaticien américain d’origine grecque.
- 13 décembre : Bob Brier, égyptologue américain.
- 22 décembre : Donald Rubin, statisticien américain.
- 23 décembre : Butler Lampson, ingénieur américain en informatique.

- Claude Bariteau, anthropologue québécois.
- Albert Bijaoui, astronome français.
- Edward L. G. Bowell, astronome américain.
- Jacques Demaret (mort en 1999), astrophysicien.
- Sylvain Lazarus, sociologue et anthropologue français.
- James M. Roe, astronome amateur américain.
- Youssef Seddik, philosophe et anthropologue tunisien.
- Yoshisada Shimizu, astronome japonais.

## Décès

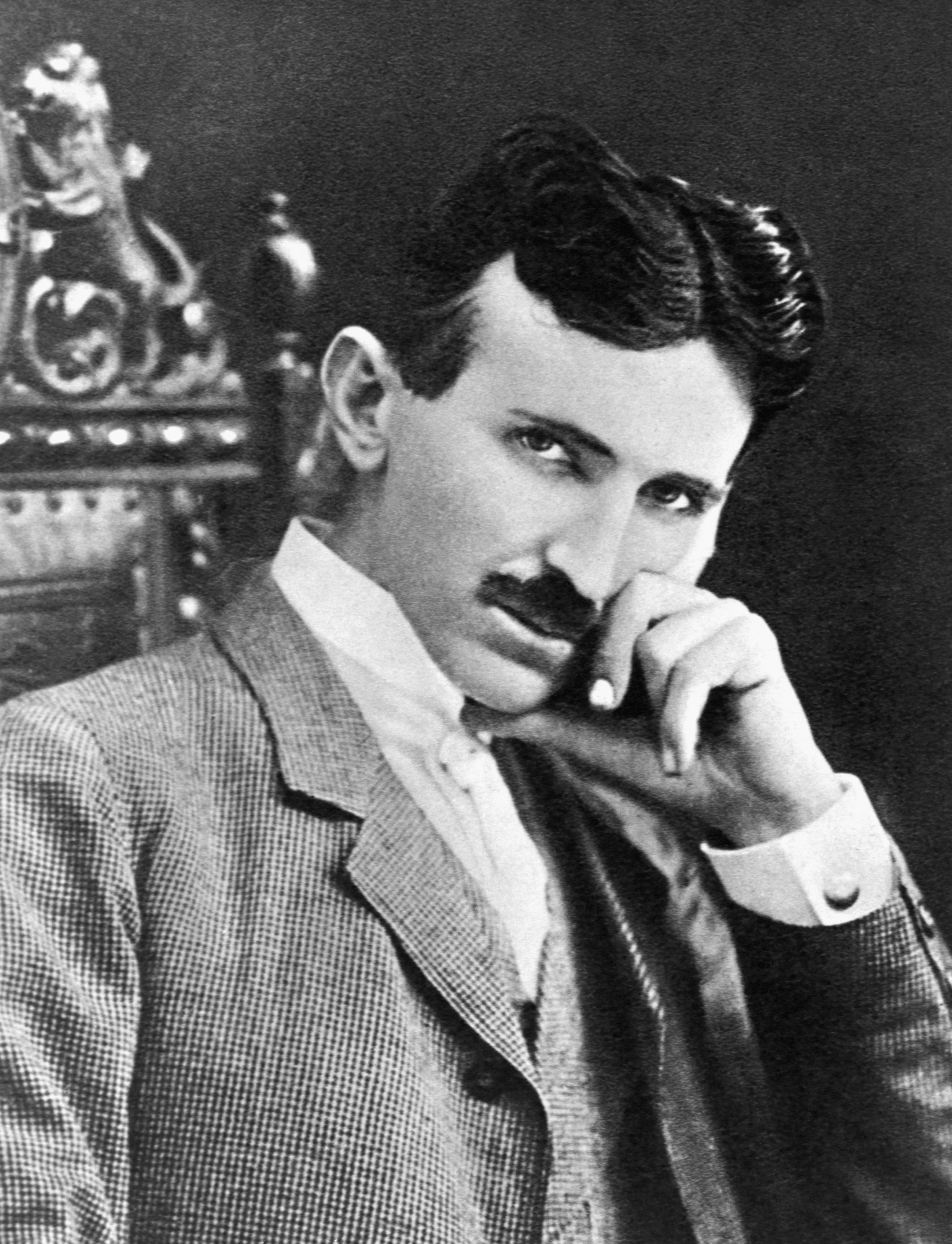
Nikola Tesla

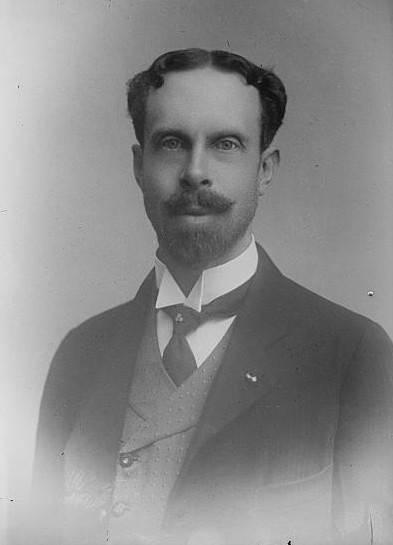
Frank Alvord Perret

- 3 janvier : Kazuo Kubokawa (né en 1903), astronome japonais.
- 7 janvier : Nikola Tesla (né en 1856), ingénieur américain d'origine serbe. Il a mis au point le système de courant électrique alternatif.
- 12 janvier : Frank Alvord Perret (né en 1867), ingénieur, inventeur et volcanologue américain.
- 18 janvier : Ettore Bellini (it), ingénieur italien, inventeur de la radiogoniométrie.
- 25 janvier : Léon Coutil (né en 1856), peintre, graveur, archéologue et historien local français.

- 1er février : Frank Worsley (né en 1872), explorateur néo-zélandais.
- 28 février : Alexandre Yersin (né en 1863), bactériologiste franco-suisse.
- 31 mars :Georges Thomann (né en 1872), explorateur et administrateur colonial français.

- 3 avril : Charles Robert Cecil Allberry Augustin (né en 1911), égyptologue et érudit anglais.
- 4 avril : Mary Jane Rathbun (né en 1860), biologiste américaine.
- 8 avril : Kiyotsugu Hirayama (né en 1874), astronome japonais.

- 16 mai : Roberto Marcolongo (né en 1862), mathématicien et physicien italien.
- 18 mai : Georges Foucart (né en 1865), égyptologue français.
- 29 mai : Winford Lee Lewis (né en 1878), chimiste, militaire et inventeur américain.

- 2 juin : Madeleine Colani (née en 1866), archéologue française.
- 21 juin : Paul Alfred Biefeld (né en 1867), astronome et physicien allemand naturalisé américain.
- 26 juin : Karl Landsteiner (né en 1868), médecin immunologiste autrichien, (groupe sanguin, facteur Rhésus).

- 10 juillet : Frank Schlesinger (né en 1871), astronome américain.
- 20 juillet : Charles Hazelius Sternberg (né en 1850), paléontologue et naturaliste américain.
- 23 juillet : Gerard Jakob de Geer (né en 1858), géologue suédois.
- 29 juillet : Jean Clédat (né en 1871), égyptologue, archéologue et philologue français.
- 19 août : John Otterbein Snyder (né en 1867), ichtyologiste américain.
- 22 août : Anton Raky (né en 1868), ingénieur et géologue allemand.

- 26 septembre : Hisashi Kimura (né en 1870), astronome japonais.
- 28 septembre : Samuel Ruben (né en 1913), chimiste américain.

- 9 octobre : Pieter Zeeman (né en 1865), physicien néerlandais, prix Nobel de physique en 1902.
- 26 octobre : Aurel Stein (né en 1862), archéologue et explorateur britannique.
- 31 octobre : Albert Armitage (né en 1864), explorateur écossais.
- 31 octobre : Joanny-Philippe Lagrula (né en 1870), astronome français, directeur des observatoires de Quito et d'Alger.
- 26 décembre : Russell Henry Chittenden (né en 1856), biochimiste américain.
- 28 décembre : Léopold Leau (né en 1868), mathématicien et linguiste français.

- Mojżesz Presburger (né en 1904), mathématicien, logicien et philosophe polonais, mort dans un camp de concentration.
- Tito Vezio Zapparoli (né en 1885), agronome italien.